# Warner Bros. Movie World
Warner Bros. Movie World är en nöjespark i Gold Coast, Queensland, Australien. 
Parken öppnades 3 juni 1991 och har 17 attraktioner, varav fyra är berg- och dalbanor och två är vattenbanor. Precis bredvid parken ligger en vattenpark, Wet'n'Wild Water World, som ägs av samma ägare som Warner Bros. Movie World och är Australiens största vattenpark.